# Musée Albert-Schweitzer (Kaysersberg)
Pour les articles homonymes, voir Musée Albert-Schweitzer.
Le musée Albert-Schweitzer est un musée alsacien consacré à l’œuvre hospitalière du docteur Albert Schweitzer à Lambaréné (Gabon) de 1913 à nos jours. Il est situé à Kaysersberg (Haut-Rhin), ville natale du médecin, aujourd’hui jumelée avec Lambaréné.

## Histoire du musée
La maison – un ancien presbytère protestant – où Albert Schweitzer naquit le 14 janvier 1875 constitue le point de départ de ce projet muséal qui s’est concrétisé en 1981. Des travaux ont permis de relier cet édifice à la maison mitoyenne et d’y aménager des salles d’exposition contiguës.

## Collections
Les photographies et documents présentés au public retracent l'évolution et l'agrandissement des bâtiments hospitaliers de Lambaréné.
Ils sont complétés par des souvenirs personnels et de l'artisanat gabonais : masques, instruments de musique, pirogue en provenance de l'hôpital de Lambaréné, objets en ébène confectionnés à la léproserie, etc.

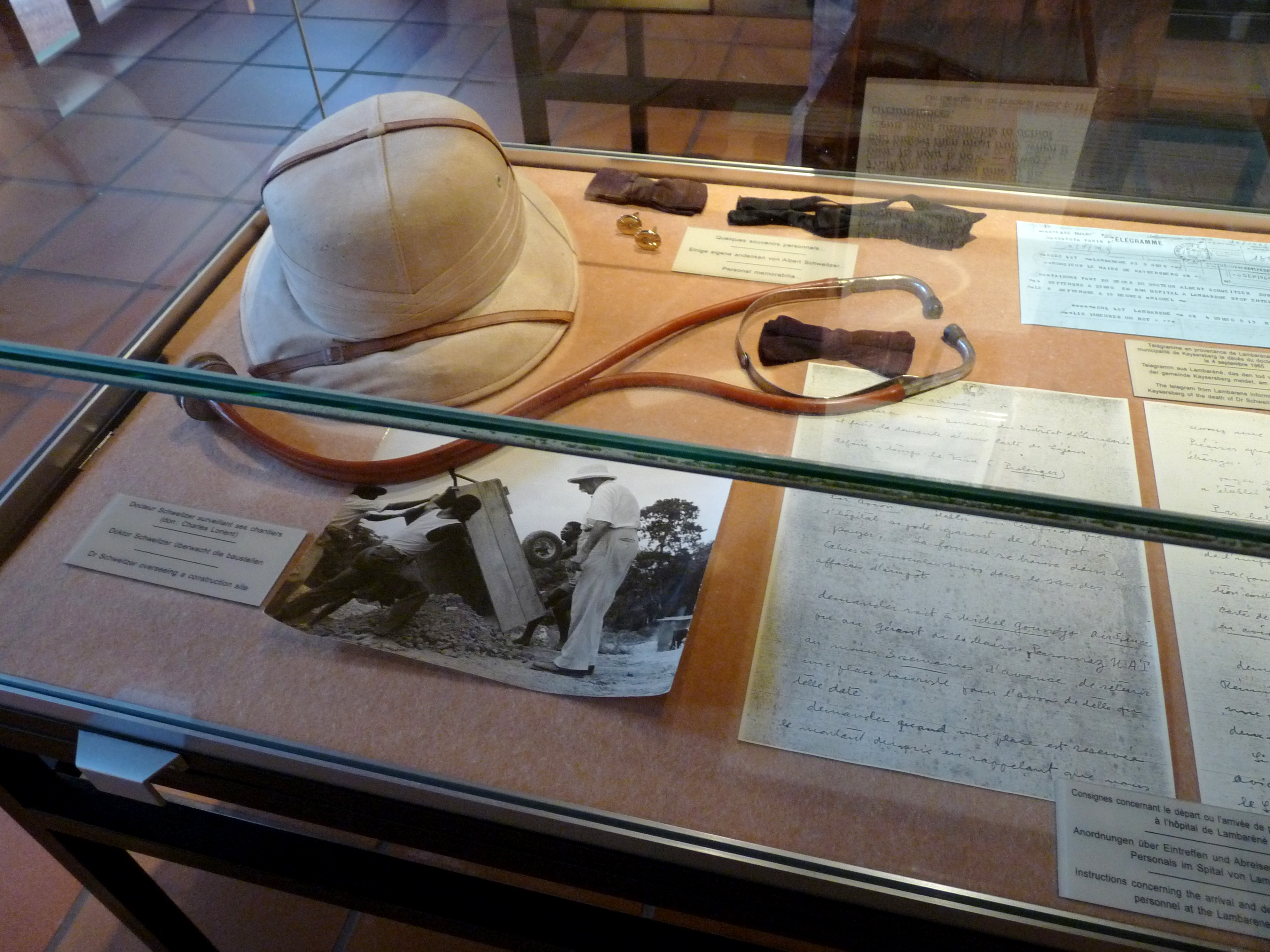
Objets personnels.
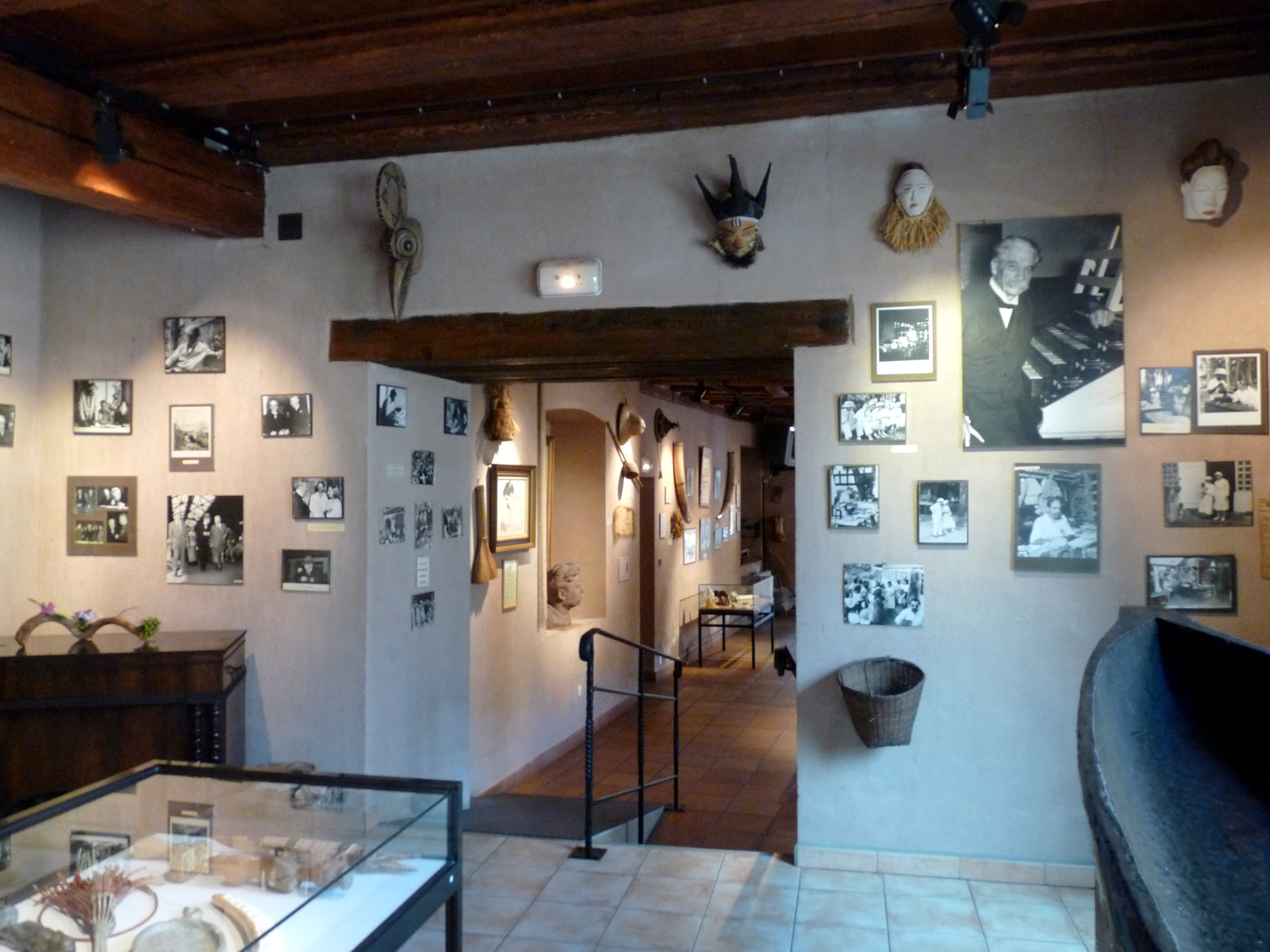
Photographies.
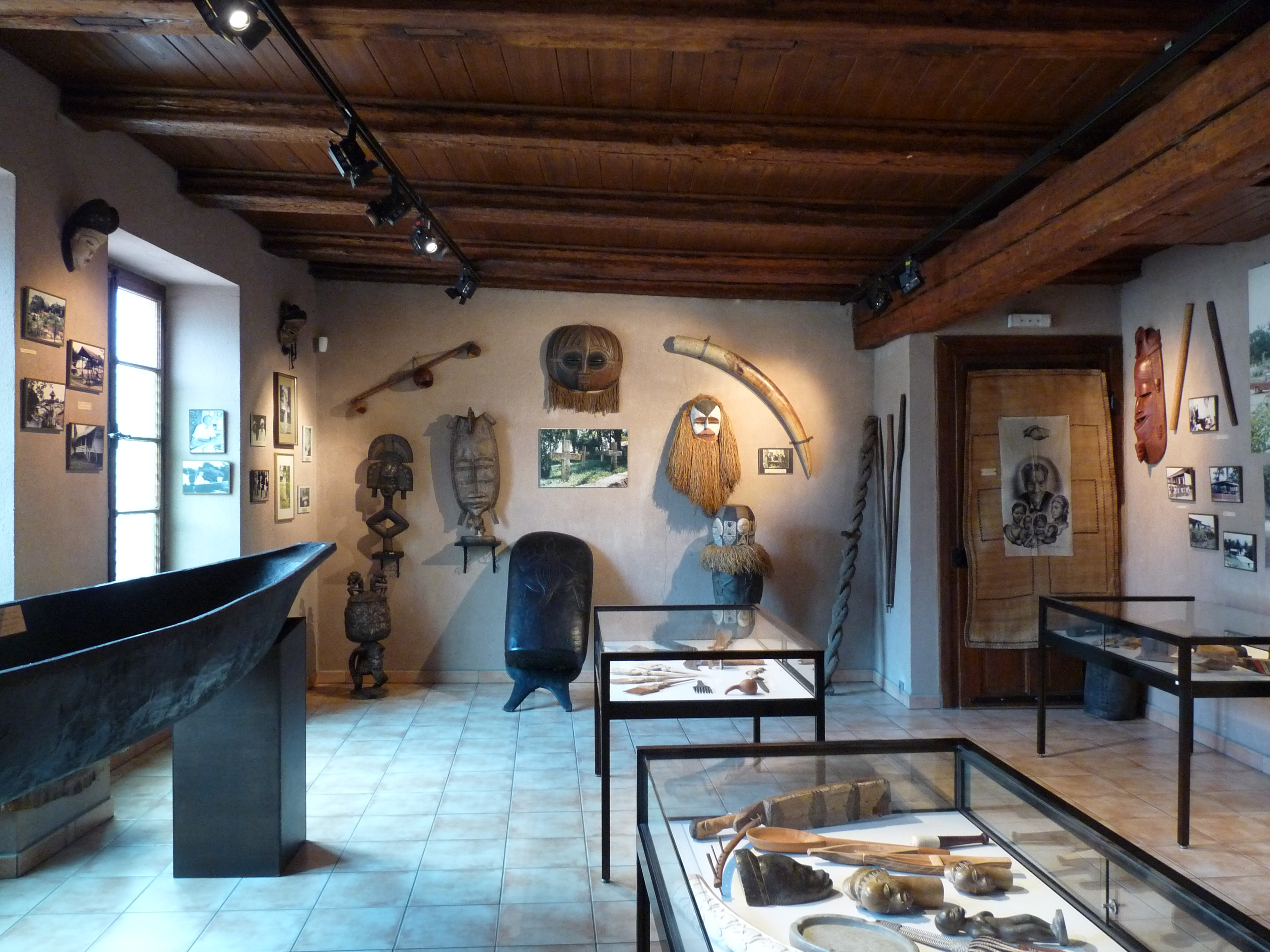
Souvenirs du Gabon.